# European Museum of the Year Award

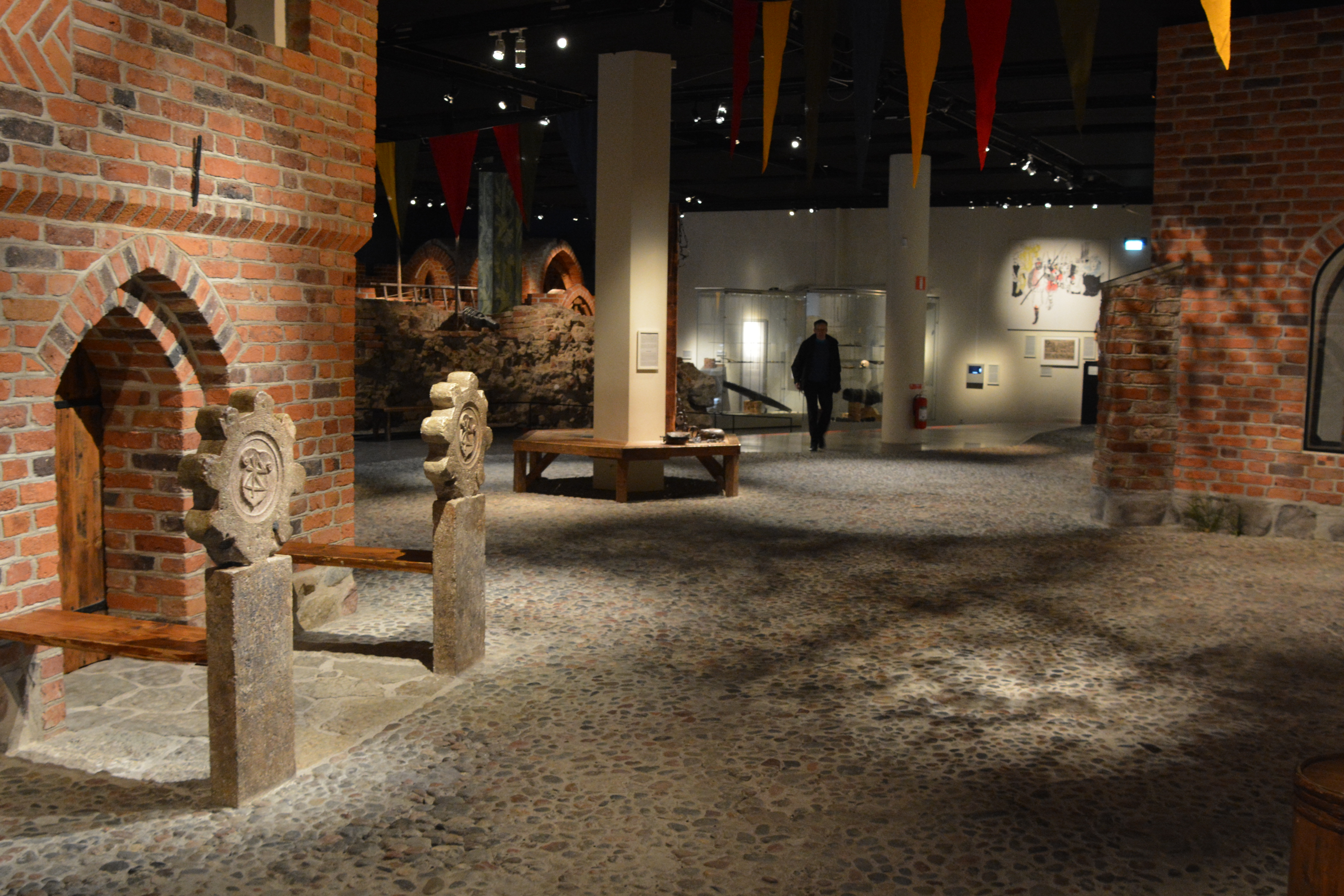
Stockholms medeltidsmuseum, pristagare 1986

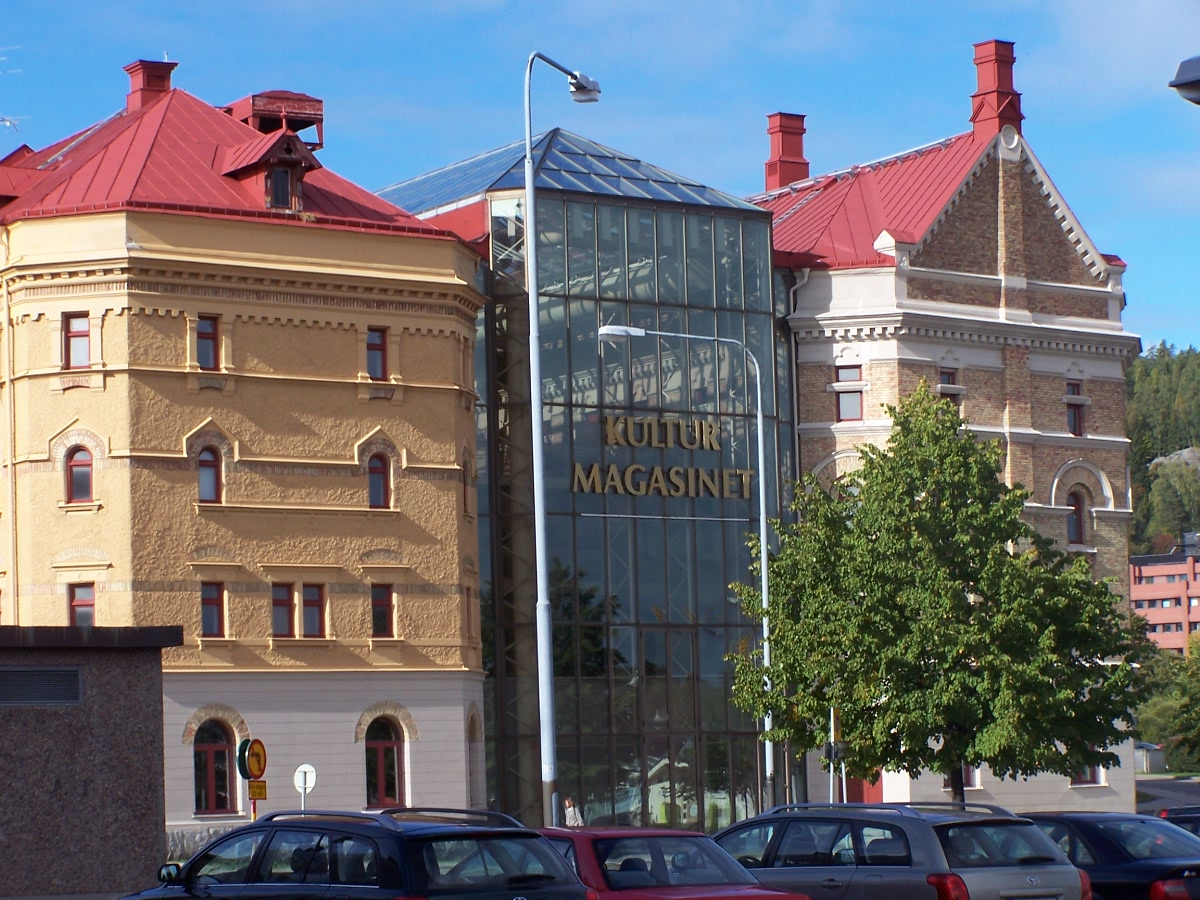
Sundsvalls museum, pristagare 1989

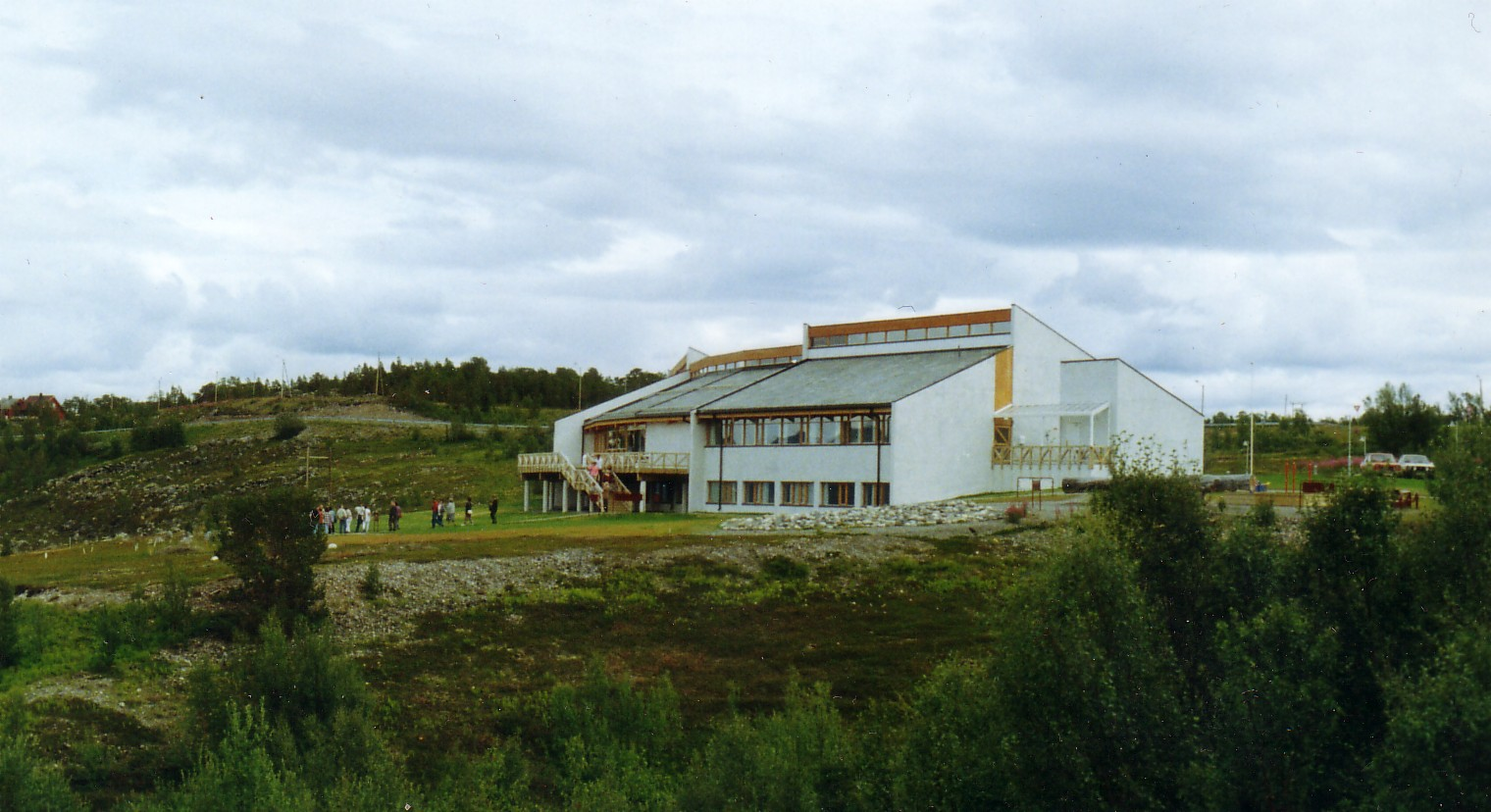
Alta museum, pristagare 1993

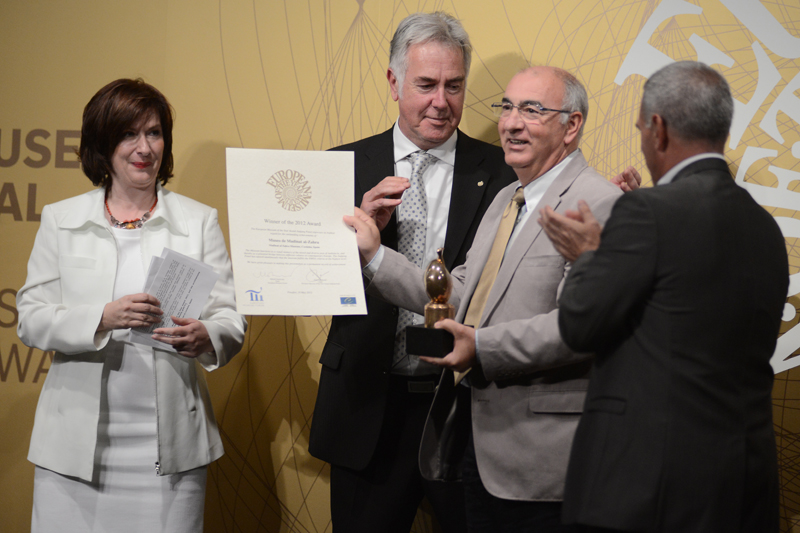
Prisutdelning 2012 till Museo de Madinat al-Zahra

European Museum of the Year Award är ett europeiskt pris som delas ut årligen under det av Europarådet arrangerade European Museum Forum.
Priset utdelas till ett museum som skapat en god utställningsmiljö under de närmast föregående två åren.

## Pristagare
- 1977: Ironbridge Gorge Museums, Ironbridge, Storbritannien
- 1978: Städtisches Museum Schloss Rheydt, Mönchengladbach, Tyskland
- 1979: Musée de la Camargue, Arles, Frankrike
- 1980: Museum Catharijneconvent, Utrecht, Nederländerna
- 1981: Peloponnesian Folklore Foundation, Nafplion, Grekland
- 1982: Musée d'art et d'histoire de la ville de Saint-Denis, Saint-Denis, Frankrike
- 1983: Museum Sarganserland, Sargans, Schweiz
- 1984: Zuiderzeemuseum, Enkhuizen, Nederländerna
- 1986: Stockholms medeltidsmuseum, Stockholm, Sverige
- 1987: Beamish Museum, Stanley, United Kingdom
- 1988: Brandts Klaedefabrik, Odense, Danmark (numera Brandts)
- 1989: Sundsvalls museum, Sundsvall, Sverige
- 1990: Écomusée de l'Avesnois, Fourmies, Frankrike
- 1991: Leventis Municipal Museum of Nicosia, Nicosia, Cypern
- 1992: Technoseum, Mannheim, Tyskland
- 1993: Alta museum, Alta, Norge
- 1994: Nationalmuseet, Köpenhamn, Danmark
- 1995: Musée olympique, Lausanne, Schweiz
- 1996: Den rumänska bondens museum, Bukarest, Rumänien
- 1997: Museet för anatoliska kulturer, Ankara, Turkiet
- 1998: National Conservation Centre, Liverpool, Storbritannien
- 1999: Musée français de la carte à jouer, Issy-les-Moulineaux, Frankrike
- 2000: Guggenheimmuseet, Bilbao, Bilbao, Spanien
- 2001: National Railway Museum, York, Storbritannien
- 2002: Chester Beatty Library, Dublin, Irland
- 2003: Victoria and Albert Museum, London, Storbritannien
- 2004: Museo Arquelógico Provincial de Alicante, Alicante, Spanien
- 2005: Nederländernas friluftsmuseum, Arnhem, Nederländerna
- 2006: CosmoCaixa, Barcelona, Spanien
- 2007: Deutsches Auswandererhaus, Bremerhaven, Tyskland
- 2008: Kumu konstmuseum, Tallinn, Estland
- 2009: Salzburg Museum, Salzburg, Österrike
- 2010: Ozeaneum Stralsund, Stralsund, Tyskland
- 2011: Gallo-Romeins Museum, Tongeren, Belgien
- 2012: Museo de Madinat al-Zahra,  Córdoba, Spanien
- 2013: Riverside Museum, Glasgow, Storbritannien
- 2014: Oskuldens museum, Istanbul, Turkiet
- 2015: Rijksmuseum, Amsterdam, Nederländerna[1]
- 2016:  POLIN Museum för Polens judars historia, Warszawa, Polen

- 2017 Musée d'ethnographie de Genève, Schweiz
- 2018 Design Museum, London
- 2019 Rijksmuseum Boerhaave, Leiden, Nederländerna
- 2020 Stapferhaus, Lenzburg, Schweiz
- 2021 Nederlands Centrum voor Biodiversiteit Naturalis, Leiden, Nederländerna
- 2022 Museum van de Geest, Haarlem, Nederländerna
- 2023 Museu Valencià d'Etnologia, Valencia, Spanien
- 2024 Sámimusea Siida, Enare, Finland